# Kim Eric Drexler
Kim Eric Drexler (Oakland, 25 aprile 1955) è un ingegnere statunitense.
Ricercatore all'Institute for Molecular Manufacturing, è anche presidente del Foresight Institute. Ha scritto molto sulle nanotecnologie e coniato il termine "nanomacchina".

## Opere
- Motori di Creazione (Engines of Creation. The Coming Era of Nanotechnology, 1986). Testo originale Archiviato l'8 gennaio 2009 in Internet Archive.[1], Traduzione italiana (pdf) a cura di Vincenzo Battista
- Unbounding the Future, 1991 (con Chris Peterson e Gayle Pergamit). Testo originale
- Nanosystems: Molecular Machinery, Manufacturing and Computation, 1992
- Engines of Creation 2.0: The Coming Era of Nanotechnology (edizione rivista ed espansa), 2007